# 九澤CP
九澤CP，台灣雙人男子組合，由陳零九及邱鋒澤組成，在2020年11月13日正式成立。截至2023年11月13日已發行2張正規專輯。

## 發展
陳零九與邱鋒澤兩人因音樂志趣相投，至2019年開始發表狼人殺系列，創作《天黑請閉眼》、《天亮請睜眼》、《那曾經》及《絕對發言》；四曲分別數次登上各大音樂排行榜。兩人亦同時跨足遊戲、主持、廣告代言及副業發展。

### 2020年
- 9月5日，陳零九與邱鋒澤在陳零九的《天生玩家台北演唱會》中向粉絲預告了「定情曲」創作[2]。
- 11月13日，兩人之經紀及唱片公司滾石唱片和原音娛樂分別宣布「九澤CP」組合正式成立，並推出預告的定情曲《陪在你身邊》[3]。此前，於同年八月推出之《絕對發言》亦實際以「九澤CP」名義發佈。
- 11月25日，合體「2020年《銘傳大學台北校區》GOAT校園演唱會」演出，並成為首次以「九澤CP」名義之「第一場」校唱。
- 11月28日，合體「2020年《南亞科技股份有限公司》家庭日，並成為首次以「九澤CP」名義之「第一場」商演。
- 12月1日，成立組合「九澤CP」後，首次合體代言「《15th舊愛新歡》古典詩詞譜曲創作暨演唱競賽」[4]。
- 12月10日，宣布，將為粉絲們成立「九澤CP專屬社團」，即日起開始招募首批早鳥會員，可透過購買「九澤CP早鳥會員專屬禮包」的方式入會，申請加入專屬會員的官方社團[5]。
- 12月25日，宣布於2021年5月8日舉辦《全球人壽九澤CP第四象限演唱會》，並於2021年1月15日門票開賣[6]。
- 12月31日，合體「2021年《犇向幸福》台中跨年夜」、「2021年《桃樂園Wonderland》跨年晚會」演出，並成為首次以「九澤CP」名義之「第一場」跨年場。

### 2021年
- 1月17日，於信義香堤大道廣場舉辦《全球人壽九澤CP第四象限演唱會》簽票會[7]。
- 4月26日，宣布於5月7日將發行「九澤CP」首張專輯《第四象限》[8]。
- 4月29日，宣布將給「海外歌迷」福利，於5月8日舉辦《全球人壽九澤CP第四象限海外限定線上演唱會》[9]。
- 4月30日，首張專輯《第四象限》中的同名單曲《第四象限》將搶先全球數位發行[10]。
- 7月1日，首次以「九澤CP」COVER動力火車的歌曲「我很好騙」[11]。
- 10月8日，公布「九澤CP」為《小林眼鏡》「VENTO系列眼鏡」代言人[12]。
- 12月30日，在「Pipe Live Music」舉辦「《TOYOTA TV》九澤CP跨年倒數演唱會」[13]。

### 2022年
- 3月27日，公布代言《立頓 & 宇宙明星BT21》限定包裝奶茶[14]。
- 4月25日，在《Hit Fm聯播網》主辦的「2022年hito流行音樂獎頒獎典禮」中入圍「HITO最受歡迎組合」之一[15]。
- 5月9日，發行九澤CP三周年新單曲《偷走你的心》。
- 5月17日，宣布成為「2022年《全球人壽》『因為愛舞所聚 ZUMBA』公益活動」活動愛心大使[16]，並參與於5月20日的直播活動[17]。
- 5月25日，宣布成為《喜憨兒基金會》「大手拉小手　送愛一起走計畫」愛心大使[18]。
- 5月28日，在「2022年hito流行音樂獎頒獎典禮」獲得「HITO最受歡迎組合」及「HITO年度大躍進」[19]。
- 7月14日，宣布與《小林眼鏡》攜手推「九澤CP」聯名鏡架[20]。
- 12月28日，公布擔任手遊《盜墓筆記》代言人，兩人並化身成遊戲主角「張起靈」、「吳邪」，攜手勇闖最神秘的古墓[21]。

### 2023年
- 1月19日，《Hit Fm聯播網》的「2022年度百首單曲」結果公布，冠軍由「九澤CP」的單曲《偷走你的心》拿下冠軍[22]。
- 5月9日，在九澤CP四週年IG直播中，宣布新專輯的第一首歌MV將在5月底推出及於11月25日在台北小巨蛋舉辦演唱會[23]。
- 5月30日，發行九澤CP四周年新單曲《沒有開口》[24]。
- 8月23日，宣布於2023年11月25日舉辦《九澤CP 愛在你身邊 LOVE GAME 台北小巨蛋演唱會》，並於9月22日起在拓元售票系統正式開賣[25]。
- 11月25日，小巨蛋演唱會結束後宣布明年4月要到香港開唱。[26]

### 2025年
- 5月15日，團員陳零九等多名台灣男星因涉嫌偽造病歷來逃避兵役而被檢警調查；隔日陳零九在個人IG發聲明文道歉並宣佈會放下藝人身分，並中止「九澤CP」、「五堅情」相關演藝工作。[27]

## 音樂作品

### 正規專輯
| 專輯 # | 專輯名稱       | 發行公司 | 發行日期                                  | 曲目 |
| ------ | -------------- | -------- | ----------------------------------------- | --- |
| 1st    | 《第四象限》   | 滾石唱片 | 2021年5月7日                              | 曲目 1. 絕對發言 2. MONEY 3. 那曾經 4. 水火相容 5. 天黑請閉眼 6. 天亮請睜眼 7. 陪在你身邊 8. 第四象限                                                 |
| 2rd    | 《愛在你身邊》 | 滾石唱片 | 2023年11月13日(數位) 2023年11月24日(實體) | 曲目 1. 偷走你的心 2. 愛在你身邊 3. 不確認關係 4. 暈嗎（with U:NUS） 5. 沒有開口 6. 星星都聽懂 7. 停好 挺好 8. 粗心待遇 9. 沒有你 我還是我 10. Replay |

### 電視原聲帶
| 專輯 # | 專輯名稱                      | 發行公司 | 發行日期       | 曲目                   |
| ------ | ----------------------------- | -------- | -------------- | ---------------------- |
| 1st    | 《無神之地不下雨》 電視原聲帶 | 滾石唱片 | 2021年11月26日 | 入選曲目 1. 最後一秒鐘 |

### 單曲
| 發行日期       | 歌曲名稱   | 作詞                            | 作曲                                                     | 收錄專輯                      | 附註                                                                                       |
| 2019年5月9日   | 天黑請閉眼 | 陳零九                          | 邱鋒澤、陳零九                                           | 陳零九《過PASS》 《第四象限》 | 「狼人殺」主題曲《首部曲》                                                                 |
| 2019年8月23日  | 天亮請睜眼 | 陳零九、邱鋒澤                  | 邱鋒澤、陳零九、張暐弘                                   | 陳零九《過PASS》 《第四象限》 | 「狼人殺」主題曲《二部曲》 「終極狼人殺」遊戲2019年主題曲                                  |
| 2019年10月31日 | 那曾經     | 采子、陳零九                    | 邱鋒澤、陳零九、張暐弘                                   | 邱鋒澤《預言家》 《第四象限》 |                                                                                            |
| 2020年8月7日   | 絕對發言   | 采子、張暐弘                    | 邱鋒澤、陳零九、張暐弘                                   | 《第四象限》                  | 「狼人殺」主題曲《三部曲》 「終極狼人殺」遊戲2020年主題曲 第一首以「九澤CP」名義推出的單曲 |
| 2020年11月13日 | 陪在你身邊 | 陳零九、采子                    | 邱鋒澤、陳零九、張暐弘                                   | 《第四象限》                  | 「九澤CP」正式成軍的第一首單曲                                                             |
| 2021年4月30日  | 第四象限   | 崔惟楷                          | 邱鋒澤、張暐弘                                           | 《第四象限》                  |                                                                                            |
| 2021年10月20日 | 最後一秒鐘 | 陳零九                          | 邱鋒澤、陳零九、張暐弘                                   | 《無神之地不下雨》 電視原聲帶 | 《無神之地不下雨》片頭曲                                                                   |
| 2022年5月9日   | 偷走你的心 | 陳零九                          | 邱鋒澤、張暐弘                                           | 《愛在你身邊》                | 三週年單曲 《W劇場：因為你如此耀眼》插曲                                                   |
| 2023年5月30日  | 沒有開口   | Mercury                         | 邱鋒澤、陳零九、張暐弘                                   | 《愛在你身邊》                | 四週年單曲                                                                                 |
| 2023年6月28日  | 星星都聽懂 | 文慧如                          | 張暐弘                                                   | 《愛在你身邊》                | 《W劇場：因為你如此耀眼》插曲                                                              |
| 2023年8月22日  | 愛在你身邊 | 崔惟楷                          | 邱鋒澤、張暐弘、陳零九                                   | 《愛在你身邊》                | 2023演唱會主題曲                                                                           |
| 2023年9月25日  | 暈嗎       | 吳昱廷、高有翔、 高胥崴、蔡承祐 | 邱鋒澤、陳零九、張暐弘、 吳昱廷、高有翔、高胥崴、 蔡承祐 | 《愛在你身邊》                | 與團體「U:NUS」合作                                                                        |
| 2024年8月22日  | 知己       | 陳宏宇                          | 楊子樸、張暐弘                                           | 動力火車《結伴》              | 與團體「動力火車」合唱                                                                     |

## 影視作品

### 音樂錄影帶（MV）
| 日期           | 歌曲名稱       | MV導演         |
| -------------- | -------------- | -------------- |
| 2019年5月9日   | 《天黑請閉眼》 | 邱鋒澤、張暐弘 |
| 2019年8月23日  | 《天亮請睜眼》 | 邱鋒澤、張暐弘 |
| 2019年12月16日 | 《那曾經》     | 邱鋒澤、張暐弘 |
| 2020年8月7日   | 《絕對發言》   | 李洹宇(小忍)   |
| 2020年11月13日 | 《陪在你身邊》 | 比爾賈         |
| 2021年6月8日   | 《第四象限》   | 李洹宇(小忍)   |
| 2021年11月12日 | 《最後一秒鐘》 | 李洹宇(小忍)   |
| 2022年5月9日   | 《偷走你的心》 | 李洹宇(小忍)   |
| 2023年2月14日  | 《水火相容》   | 李洹宇(小忍)   |
| 2023年5月30日  | 《沒有開口》   | 王孝玨         |
| 2023年6月27日  | 《星星都聽懂》 | 洪伯豪         |
| 2023年8月22日  | 《愛在你身邊》 | 王孝玨         |
| 2023年9月25日  | 《暈嗎》       | 一盞           |
| 2023年12月26日 | 《不確認關係》 | 陳志良         |
| 2024年8月22日  | 《知己》       |                |

### 翻唱（Cover）
| 日期         | 歌曲名稱     | Cover歌手 |
| ------------ | ------------ | --------- |
| 2021年7月1日 | 《我很好騙》 | 動力火車  |

### 綜藝節目
| 日期          | 名稱         | 備註     |
| ------------- | ------------ | -------- |
| 2023年8月12日 | 《未來少女》 | 助力導師 |

## 相關單元

### 師父零九救我
於2019年12月21日，在《娛樂百分百》的官方YouTube頻道開設新單元「師父零九救我」，逢星期六21:00首播，由陳零九和邱鋒澤主持，內容為按照每集不同主題而復盤不同集數的凹嗚狼人殺場次，並會邀請該場次特定玩家作嘉賓，詳細講解及分析當中不同玩家的玩法和套路，為觀眾提供一些玩狼人殺的心得。
於2020年6月27日，除了復盤外，還附特別企劃「誰是貪吃鬼」、「五堅情問卷調查」、「清涼鬼故事特輯」、「真心話大冒險」等精彩五堅情互動單元。
於2020年12月5日，宣布暫時停播，改為非常規單元。

## 代言／宣傳大使
| 年份          | 品牌／活動名稱                                     | 備註                               |
| ------------- | -------------------------------------------------- | ---------------------------------- |
| 2019-2020年   | 《終極狼人殺》                                     | 為「終極狼人殺」遊戲創作兩首主題曲 |
| 2020年        | 《15th舊愛新歡》古典詩詞譜曲創作暨演唱競賽 代言人  |                                    |
| 2021年-2022年 | 《小林眼鏡》「VENTO系列眼鏡」代言人                | 2022年推出VENTO聯名系列眼鏡        |
| 2022年        | 《喜憨兒基金會》「喜憨兒送愛到部落」愛⼼公益代言人 |                                    |
| 2022年        | 《全球人壽》「因為愛舞所聚ZUMBA」公益活動愛⼼⼤使  |                                    |
| 2022年        | 手遊《盜墓筆記》代言人                             |                                    |

## 演唱會
| 日期           | 演唱會名稱                                                  | 場地                     |
| 2021年5月8日   | 《全球人壽》九澤CP第四象限演唱會                            | 台北流行音樂中心         |
| 2021年5月8日   | 《全球人壽》九澤CP第四象限海外限定線上演唱會                | KKTIX 虛擬場館           |
| 2021年12月30日 | 《Toyota TV》 九澤CP 跨年倒數演唱會                         | Pipe Live Music          |
| 2023年11月25日 | 九澤CP《愛在你身邊 LOVE GAME》台北小巨蛋演唱會              | 台北小巨蛋               |
| 2024年4月27日  | 九澤CP《愛在你身邊 LOVE GAME》香港演唱會                    | 九龍灣國際展貿中心       |
| 2024年4月28日  | 九澤CP《愛在你身邊 LOVE GAME》香港演唱會                    | 九龍灣國際展貿中心       |
| 2025年4月6日   | 九澤CP《愛在你身邊 LOVE GAME》巡迴演唱會—戶外星空香港限定場 | 西九文化區 安盛x竹翠公園 |

## 獎項
- 《2022 hito流行音樂獎》：最受歡迎組合、Hito年度大耀進
- 《2023 hito流行音樂獎》：2022年度百首單曲冠軍－偷走你的心
- 《2024 hito流行音樂獎》：最受歡迎組合、Hito年度十大華語歌曲（沒有開口）

## 榜單紀錄

### KKBOX華語年度單曲
| 年份   | 入圍者／作品              | 順位 |
| ------ | ------------------------- | ---- |
| 2019年 | 陳零九&邱鋒澤／天黑請閉眼 | 13   |
| 2019年 | 陳零九&邱鋒澤／天亮請睜眼 | 76   |
| 2021年 | 九澤CP／最後一秒鐘        | 95   |
| 2023年 | 九澤CP／沒有開口          | 13   |
| 2023年 | 九澤CP／愛在你身邊        | 19   |
| 2024年 | 動力火車、九澤CP／知己    | 64   |

### Hit FM聯播網年度百大單曲
| 年份   | 入圍者／作品              | 順位 |
| ------ | ------------------------- | ---- |
| 2019年 | 陳零九&邱鋒澤／天黑請閉眼 | 56   |
| 2021年 | 九澤CP／最後一秒鐘        | 33   |
| 2022年 | 九澤CP／偷走你的心        | 1    |
| 2023年 | 九澤CP／沒有開口          | 17   |
| 2023年 | 九澤CP／愛在你身邊        | 35   |

### Spotify
| 年份   | 項目                     | 入圍者／作品              | 順位 |
| ------ | ------------------------ | ------------------------- | ---- |
| 2020年 | 台灣最多串流收聽次數歌曲 | 陳零九&邱鋒澤／天黑請閉眼 | 4    |
| 2021年 | 2021最熱門歌曲           | 九澤CP／天黑請閉眼        | 25   |
| 2021年 | 2021台灣華語金曲榜       | 九澤CP／天黑請閉眼        | 20   |
| 2021年 | 2021台灣最愛K歌          | 九澤CP／天黑請閉眼        | 6    |
| 2021年 | 2021台灣最愛K歌          | 九澤CP／陪在你身邊        | 58   |
| 2021年 | 2021台灣最愛K歌          | 九澤CP／絕對發言          | 98   |

### 醉心龍虎榜
| 年份   | 項目                       | 入圍者／作品                 | 順位 |
| ------ | -------------------------- | ---------------------------- | ---- |
| 2019年 | 最受歡迎20金曲（第四季度） | 陳零九&邱鋒澤／天亮請睜眼    | 19   |
| 2019年 | 年度頂尖金曲100            | 陳零九&邱鋒澤／天黑請閉眼    | 65   |
| 2019年 | 年度頂尖金曲100            | 陳零九&邱鋒澤／天亮請睜眼    | 76   |
| 2020年 | 最受歡迎20金曲（第三季度） | 九澤CP／絕對發言             | 18   |
| 2020年 | 最受歡迎團體（第四季度）   | 九澤CP／絕對發言、陪在你身邊 | 1    |
| 2020年 | 年度頂尖金曲100            | 九澤CP／絕對發言             | 11   |
| 2020年 | 年度頂尖金曲100            | 九澤CP/陪在你身邊            | 92   |
| 2020年 | 年度5大年度最受歡迎團體    | 九澤CP                       | 3    |
| 2020年 | 年度30大年度最受歡迎歌手   | 九澤CP                       | 19   |
| 2021年 | 最受歡迎團體（第一季度）   | 九澤CP／陪在你身邊           | 2    |
| 2021年 | 最受歡迎20金曲（第二季度） | 九澤CP／第四象限             | 6    |
| 2021年 | 最受歡迎團體（第二季度）   | 九澤CP／第四象限、水火相容   | 2    |
| 2021年 | 最受歡迎團體（第三季度）   | 九澤CP／第四象限、水火相容   | 3    |
| 2021年 | 最受歡迎團體（第四季度）   | 九澤CP／最後一秒鐘           | 2    |
| 2021年 | 最受歡迎20金曲（第四季度） | 九澤CP／最後一秒鐘           | 8    |
| 2021年 | 年度頂尖金曲100            | 九澤CP／第四象限             | 25   |
| 2021年 | 年度頂尖金曲100            | 九澤CP／最後一秒鐘           | 41   |
| 2021年 | 年度頂尖金曲100            | 九澤CP／水火相容             | 47   |
| 2021年 | 年度頂尖金曲100            | 九澤CP／陪在你身邊           | 76   |
| 2021年 | 年度5大年度最受歡迎團體    | 九澤CP                       | 1    |
| 2021年 | 年度30大年度最受歡迎歌手   | 九澤CP                       | 5    |
| 2022年 | 最受歡迎團體（第二季度）   | 九澤CP／偷走你的心           | 1    |
| 2022年 | 最受歡迎團體（第三季度）   | 九澤CP／偷走你的心           | 3    |
| 2022年 | 年度頂尖金曲100            | 九澤CP／偷走你的心           | 56   |
| 2023年 | 最受歡迎團體（第二季度）   | 九澤CP／沒有開口             | 5    |
| 2023年 | 最受歡迎團體（第三季度）   | 九澤CP／沒有開口、愛在你身邊 | 1    |
| 2023年 | 最受歡迎金曲（第三季度）   | 九澤CP／沒有開口             | 12   |

### Line Music
| 年份   | 項目                   | 入圍者／作品              | 順位 |
| ------ | ---------------------- | ------------------------- | ---- |
| 2021年 | 年度最受歡迎團體歌曲   | 九澤CP／最後一秒鐘        | 11   |
| 2021年 | 2021年度熱門鈴聲排行榜 | 陳零九&邱鋒澤／天黑請閉眼 | 42   |

## 另見
- 五堅情

## 外部連結
- 九澤CP專屬社團
- 九澤CP YouTube頻道